# حشره‌خوار کوچک گرمسیری
 حشره‌خوار کوچک گرمسیری (نام علمی: Cryptotis tropicalis) نام یک گونه از سرده حشره‌خوار گوش‌کوچک است.